# 山東航空学院
山東航空学院は中華人民共和国山東省浜州市にある公立大学である。1958年に創立され、2004年に大学昇格。2021年に大学院設立。旧名は浜州学院。
2023年に山東航空学院に改名、航空系総合大学になる。

## 参考資料
1. ↑  “学校简介”. 2023年11月11日閲覧。
2. ↑  “我院获批交通运输硕士专业学位授权点”. 2023年11月11日閲覧。
3. ↑  “山东第二医科大学、山东航空学院来了_山东各地 _山东新闻_新闻_齐鲁网”. news.iqilu.com. 2023年11月8日閲覧。